# Paul II.

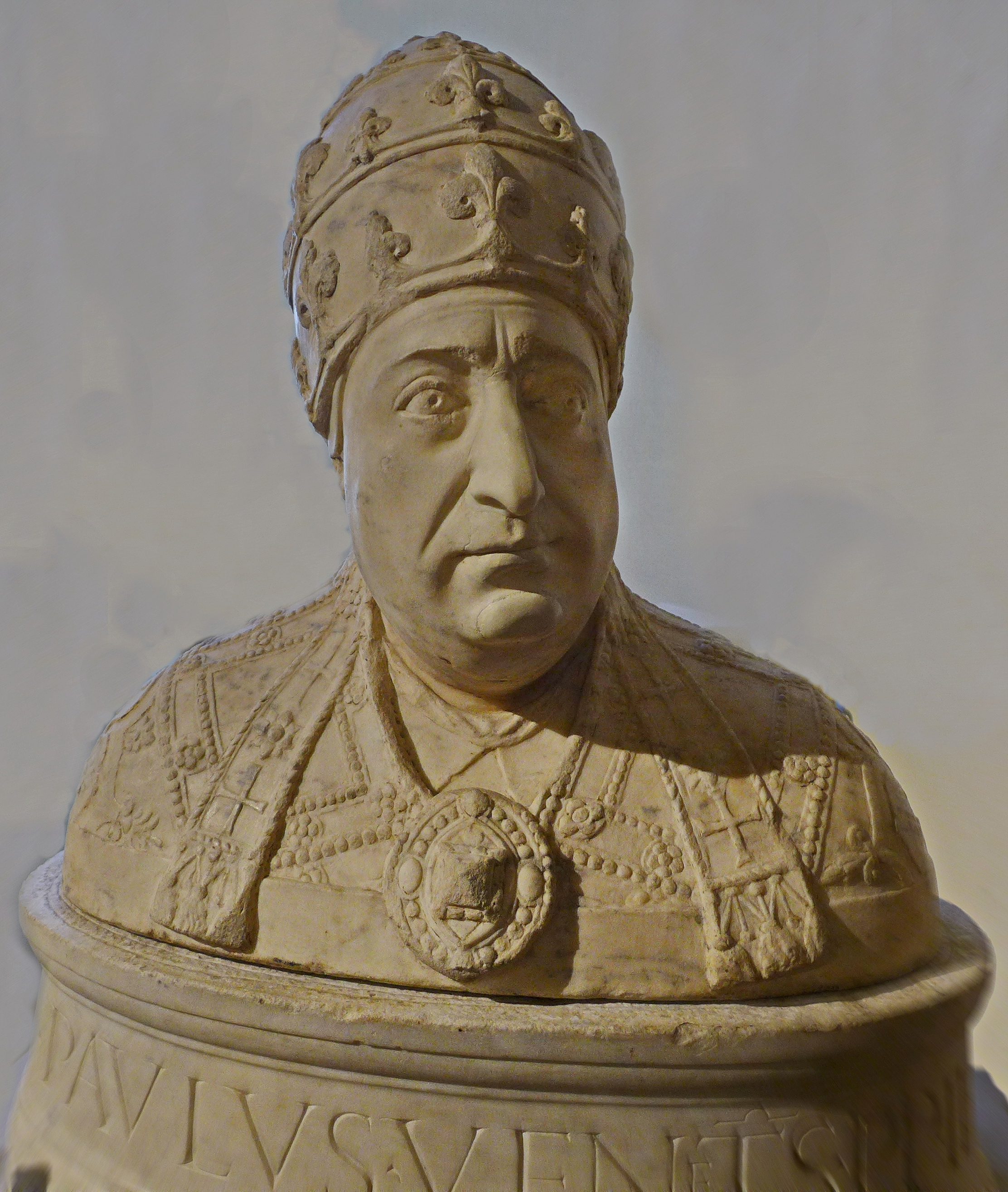
Portraitbüste Papst Paul II. von Paolo Romano

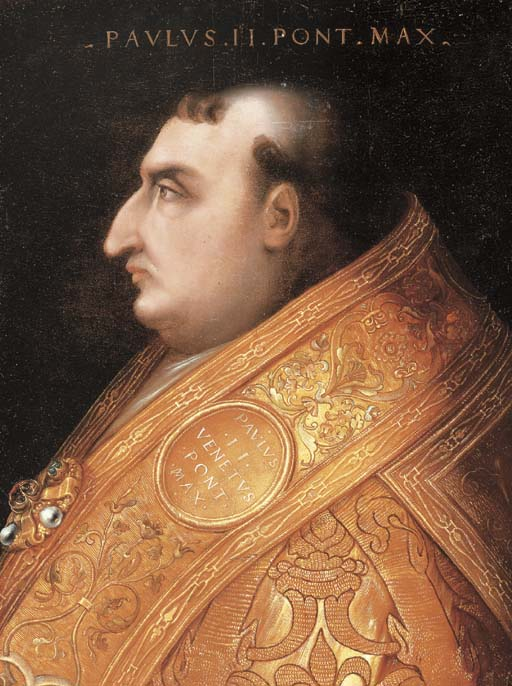
Paul II. (Porträt Pietrobarbo von Cristofano dell'Altissimo, 16. Jh.)

Paul II. (* 23. Februar 1417 in Venedig, Republik Venedig; † 26. Juli 1471 in Rom), ursprünglich Pietro Barbo, war vom 30. August 1464 bis zu seinem Tod Papst der Römisch-katholischen Kirche.

## Leben

### Vor dem Pontifikat
Pietro Barbo war der Sohn eines wohlhabenden venezianischen Kaufmanns, seine Mutter Polixena Condulmer war eine Schwester des Papstes Eugen IV. Schon früh profitierte Pietro Barbo vom Pontifikat seines Onkels, der ihm gute Privatlehrer vermittelte.
Am 1. Juli 1440 ernannte Papst Eugen IV. seinen Neffen Pietro Barbo zum Kardinal von Santa Maria Nuova in Rom. Außerdem war er Apostolischer Protonotar und Archidiakon von Bologna. 1440 wurde er Bischof von Cervia, 1451 von Vicenza. Von seinen zahlreichen Pfründen ließ Barbo ab 1455 den römischen Palazzo Venezia erbauen. Eine Rivalität verband ihn mit dem ebenfalls aus Venedig stammenden Kardinal Ludovico Trevisan, dem er unter Papst Nikolaus V. das Amt des Camerlengo zu entziehen suchte. Schon 1458 hegte er im Konklave Ambitionen auf den Papstthron, unterlag aber dem gewählten Pius II. Dieser suchte eine Versöhnung mit Kardinal Barbo und ernannte ihn ein Jahr nach seiner Wahl zum Bischof von Padua.

### Pontifikat

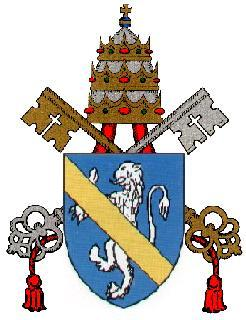
Papstwappen Pauls II.

Am 30. August 1464 wählte ihn das Konklave nach dreitägiger Wahldauer im Vatikan zum neuen Papst. Eigentlich wollte sich Barbo Formosus II. nennen, aber die Kardinäle überredeten ihn, diesen Namen nicht zu verwenden. Seine zweite Wahl fiel auf den Namen Marcus II., doch auch der Name des Evangelisten erschien den Kardinälen als nicht angemessen, da sie wie Apostelnamen generell als Papstnamen unüblich sind (bei Papst Marcus I. war es der bürgerliche Name). So überzeugten sie ihn, den Namen Paul II. anzunehmen, der als Name des Völkerapostels, der nicht zum Kreis der Zwölf Apostel und nicht zu den Evangelisten zählt, akzeptabel erschien.
Wie zu dieser Zeit üblich, verlangten die Kardinäle von ihm eine Wahlkapitulation: in Pauls II. Fall die Einberufung eines allgemeinen Konzils und die Verpflichtung zur Beteiligung am Türkenkrieg. Diese widerrief er jedoch unmittelbar nach seiner Krönung. In seiner Krönungsrede bekannte er sich zu seinem Glauben an die Astrologie.
Paul II. wandte sich offen gegen die Römische Akademie und hob noch im Jahr seiner Wahl das Abbreviatorenkollegium auf. Mit einer Initiative versuchte er die Hungersnöte in Rom zu lindern; sein Neffe, Kardinal Marco Barbo, erließ 1468 und 1469 zwei Dekrete, in denen er das Horten von Getreide verbot.
Aus heutiger Sicht wird Papst Paul II. als ein Gegner der Renaissance bezeichnet: Er war des Lateinischen nicht mächtig und auch kein Freund der Bildung. Er führte das Birett der Kardinäle ein und legte 1470 das Jubeljahr auf alle 25 Jahre fest.
Er starb am 26. Juli 1471 nach dem Verzehr von zwei enormen Melonen und einem Schlaganfall. Gerüchte sprachen von einer Vergiftung, doch hatte Paul II. entgegen ärztlichen Rates seine üppigen Ess- und Trinkgewohnheiten nicht verändert, was wahrscheinlich zu seinem Tod führte. Er wurde in den Vatikanischen Grotten beigesetzt.